# 香港仔
- 關於2000-2023年香港南區區議會下轄的選區，請見「香港仔 (選區)」。
- 關於彭浩翔執導的同名電影，請見「香港仔 (電影)」。
- 關於香港免費報章，請見「香港仔 (報紙)」。

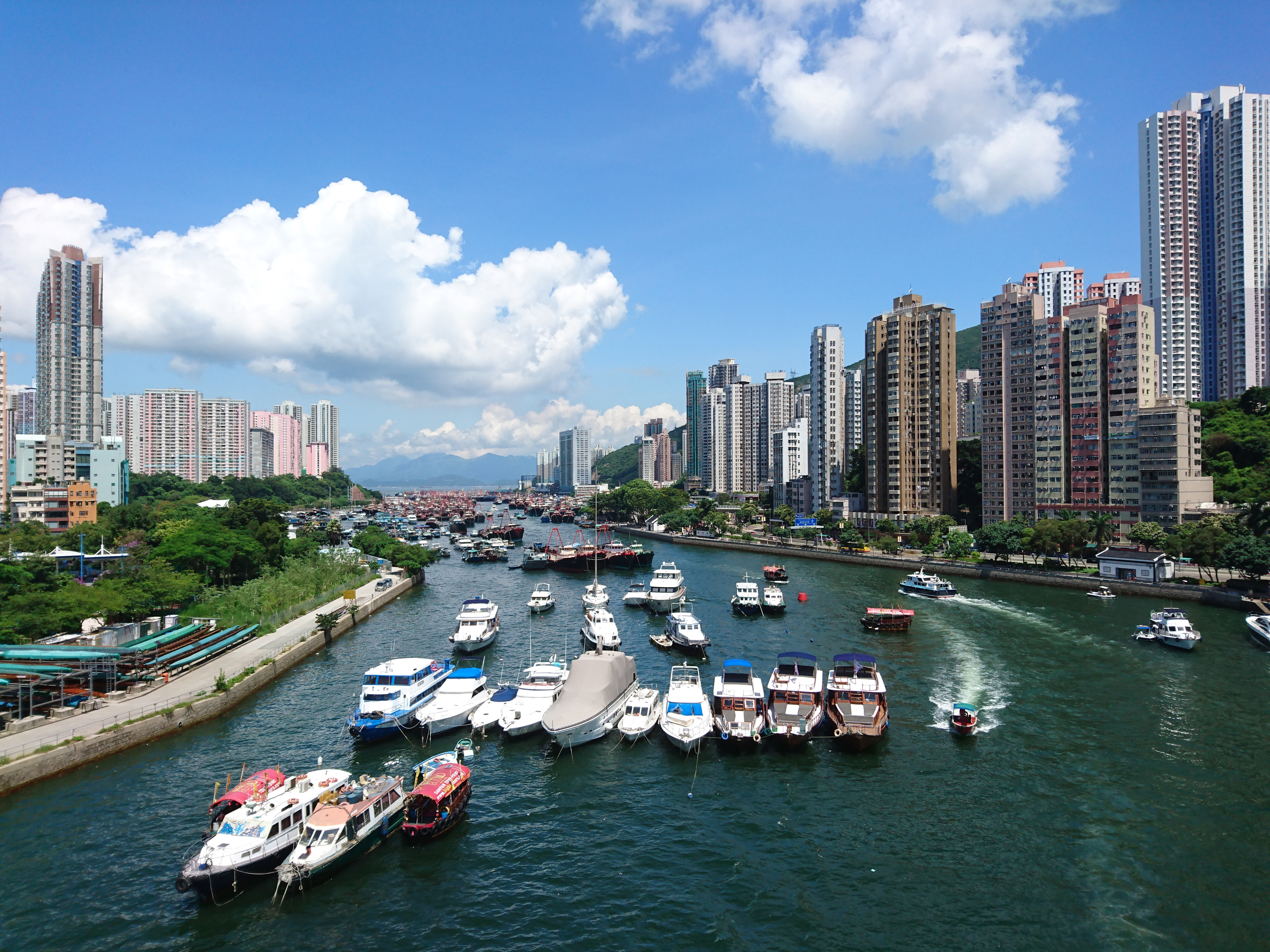
鴨脷洲與香港仔之間的香港仔港灣

香港仔（英語：Aberdeen）位於香港南區，以住宅區為主，夾雜少量工廠大廈，當中有數百戶漁民過著傳統水上人的生活，这些蜑家人（水上人渔民）世代生活在这里。而香港仔以其漁村風味及海鮮，成為聞名中外的旅遊景點。香港仔與鴨脷洲之間的海港被劃為香港仔避風塘。
狹義來說，香港仔的範圍為田灣以東、石排灣以南、黃竹坑以西、鴨脷洲以北的地方，有時會被稱為「香港仔市中心」以區分廣義上的香港仔。2011年香港仔市中心、石排灣邨及漁光邨的人口合計39,377人。

## 名稱

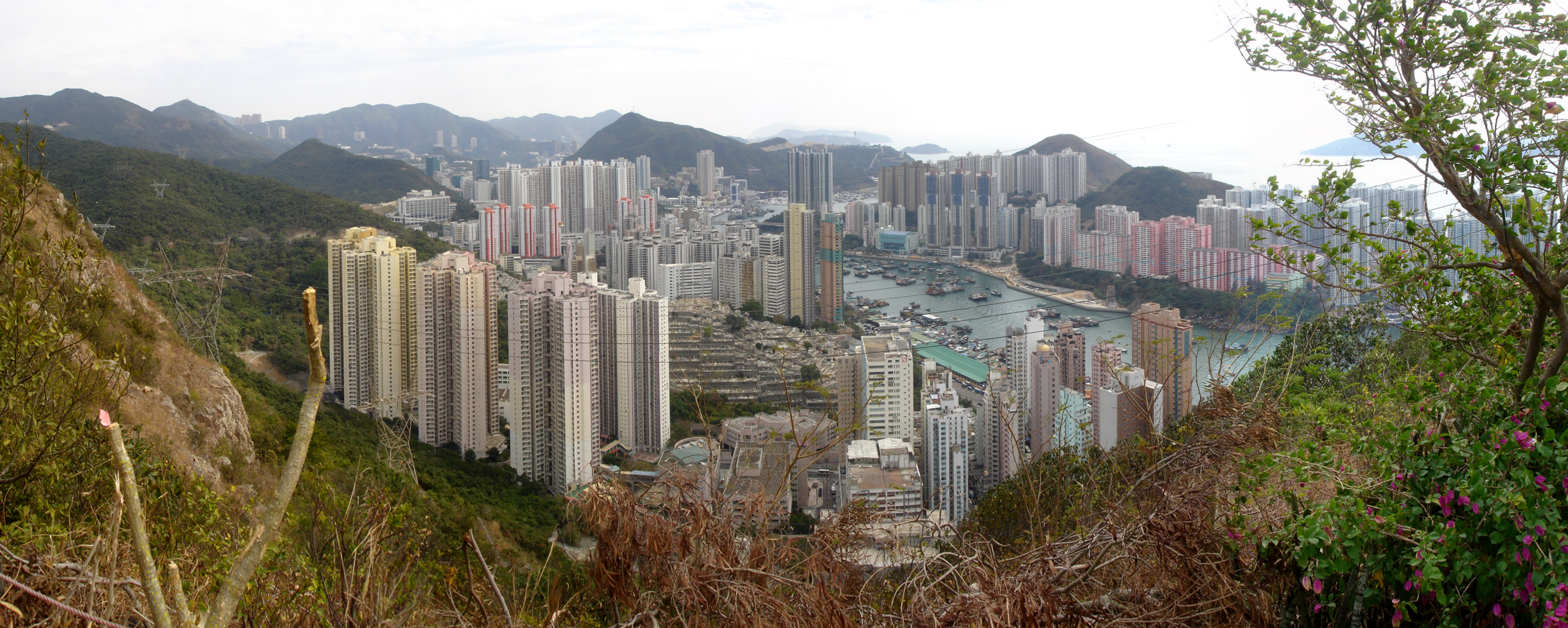
香港仔全景（圖片下方：田灣；圖片左上方：石排灣及黃竹坑；圖片右上方：鴨脷洲與海怡半島）

香港仔原本稱為「石排灣」（現多指香港仔半山的石排灣邨）。水上人渔民，源自远古百越族，自远古时代就在广东一带聚居，是香港最早的居民。香港岛的香港仔、赤柱和九龙的油麻地等地以往聚居不少水上人。1841年第一次鴉片戰爭爆發後一批英軍登陸香港仔，相傳一名叫陈群（“阿群”）的水上人渔民，带领英人从香港仔越山循此路至上环一带为英军开路，因而得名。其為一位水上人渔民，因为路是阿群带的，所以就称之“阿群带路”了。有说英军初抵港岛时，由陈群带领在赤柱一带登陆，经香港村，薄扶林等地到港岛北部一带。经香港村时，英军询问该处地名，陈群以水上人音回答“香港”，英人即以水上人音“HONG KONG”为记，便因而成為全島的總稱。當時「香港」一詞僅指香港仔和石排灣一帶，後推廣至全島。這也成了香港名字由來的其中一說。此地則被稱為香港仔。後來香港政府將此地命名為鴨巴甸，其英語成為香港仔的英文名稱，以紀念當時英國的外交大臣勳爵。而於香港日佔時期，香港仔曾被改名為元香港，代表「元來（原來）的香港」的意思。

## 歷史

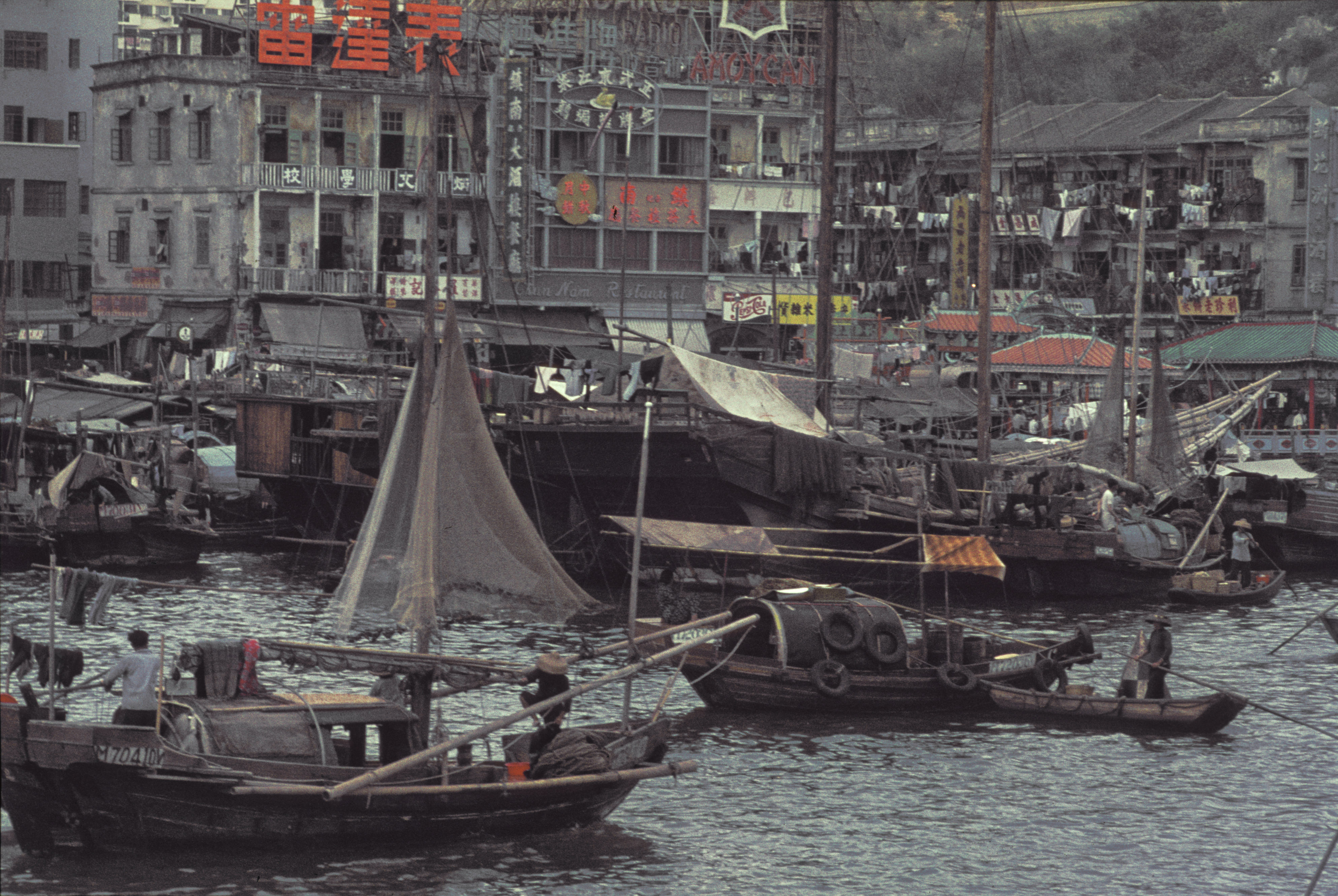
1965年的香港仔

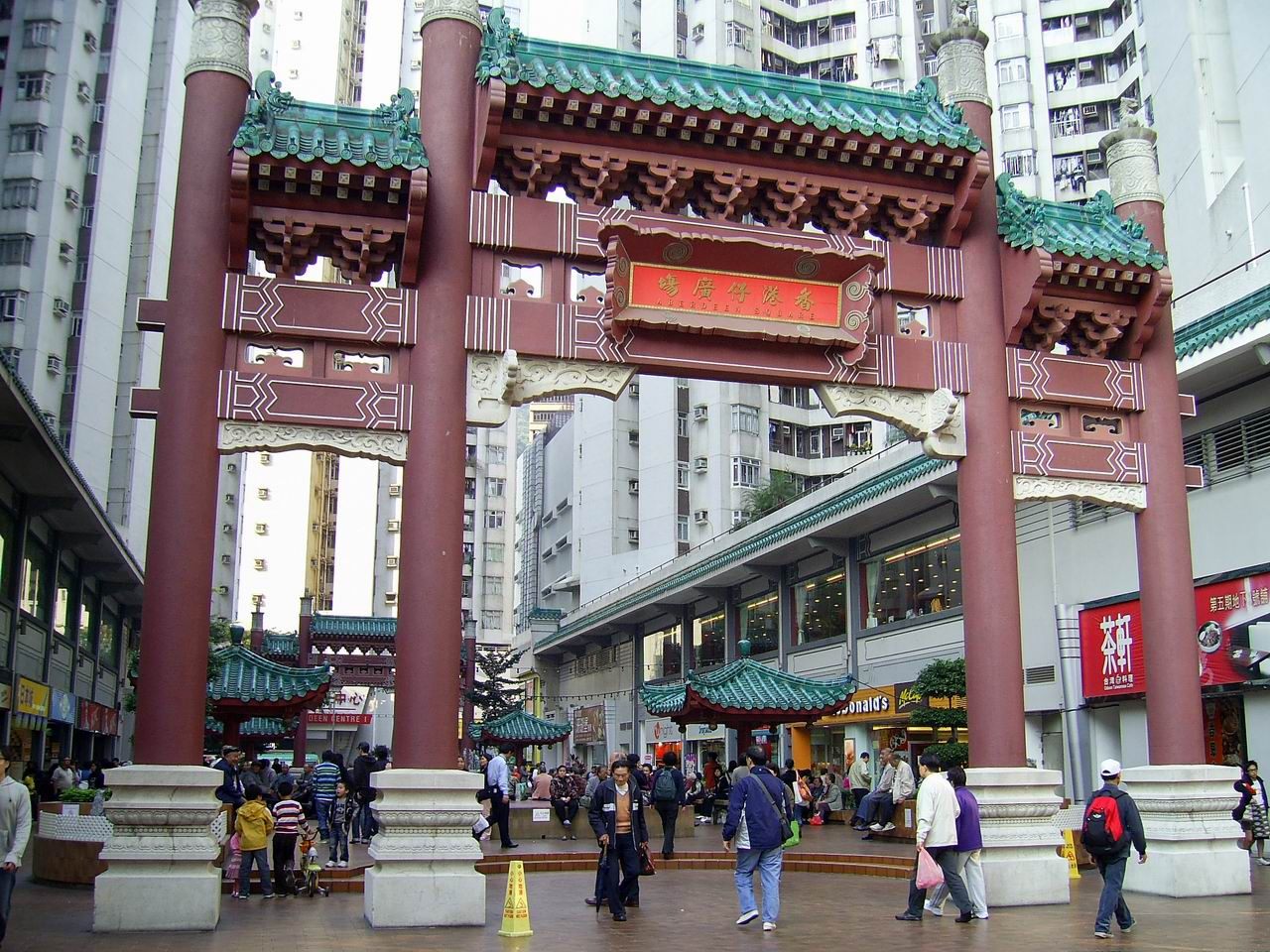
香港仔中心廣場的牌坊

香港仔昔日是香港地區的一個主要轉口港。古時香港地區內生產的石磚，大多先運到香港仔的海灣分行排列，以便運到廣州，因此該海灣得名為「石排灣」。明朝時期石排灣也兼營香樹製品的轉運，從沙田及沙螺灣等地生產的製品會經尖沙咀用小艇送到石排灣，再用俗稱「大眼雞」的艚船運至廣州。香港仔的轉口事業隨著清朝初期的遷界而式微。
另一方面早於香港開埠之前，已經有艇戶漁民在香港仔居住。開埠後除漁業外，香港仔一帶也開始發展工業。1857年建成的夏圃船塢，是香港首個大型船塢，後來於1860年代被黃埔船塢收購發展成香港仔旱塢，其後成為香港四大船塢之一。20世紀初香港仔東部設立了大成紙廠，1920年代因香港仔水塘的擴建，導致不能再使用該水源，業務需要結束，原址後來發展為香港仔兒童工藝院（今香港仔工業學校）。初期居民大多居住在香港仔黃埔船塢東面的香島道（今香港仔大道）及香港仔大街（今香港仔舊大街）一帶，艇戶則多聚居於香港仔避風塘內以及黃竹坑西面的十五間和涌尾海傍。隨著時代發展，香港仔很多艇戶於1950年代起已搬到陸上居住，而香港仔旱廠原址已於1970年代被填海，成為大型私人屋苑——香港仔中心。
1986年，港灣發生「火燒連環船」，引致石油氣罐連環爆炸，250多艘船被波及。
著名街道：
- 香港仔大道
- 洛陽街

## 交通
香港仔主要依靠巴士、小巴服務往返各區，另外香港仔亦有渡輪來往南丫島、蒲台島、鴨脷洲等地。

## 學校
- 聖伯多祿中學
- 嘉諾撒培德書院
- 嘉諾撒培德學校
- 香港仔聖伯多祿天主教小學
- 循道衛理田灣幼稚園
- 東華三院田灣(一九九六至一九九七總理)幼稚園
- 東華三院蕭旺李滿褔幼兒園
- 香港仔浸信會白光幼稚園
- 天主教聖伯多祿幼稚園

## 區議會議席分佈
為方便比較，以下列表以香港仔漁市場起向東至鴨脷洲大橋、香港仔工業學校以西為範圍。
| 香港仔水塘道、香港仔大道以西 | 香港仔選區 | 香港仔選區 | 香港仔選區                       | 香港仔選區                       | 香港仔選區                       | 香港仔選區                       | 南區西北選區 | 南區西北選區 | 南區西北選區 | 南區西北選區 | 南區西北選區 | 南區西北選區 |
| 香港仔水塘道、香港仔大道以東 | 香漁選區   | 香漁選區   | 香港仔選區一部分及石漁選區一部分 | 香港仔選區一部分及石漁選區一部分 | 香港仔選區一部分及石漁選區一部分 | 香港仔選區一部分及石漁選區一部分 | 南區西北選區 | 南區西北選區 | 南區西北選區 | 南區西北選區 | 南區西北選區 | 南區西北選區 |

註：以上主要範圍尚有其他細微調整（包括編號），請參閱有關區議會選舉選區分界地圖及條目。

## 旅遊景點

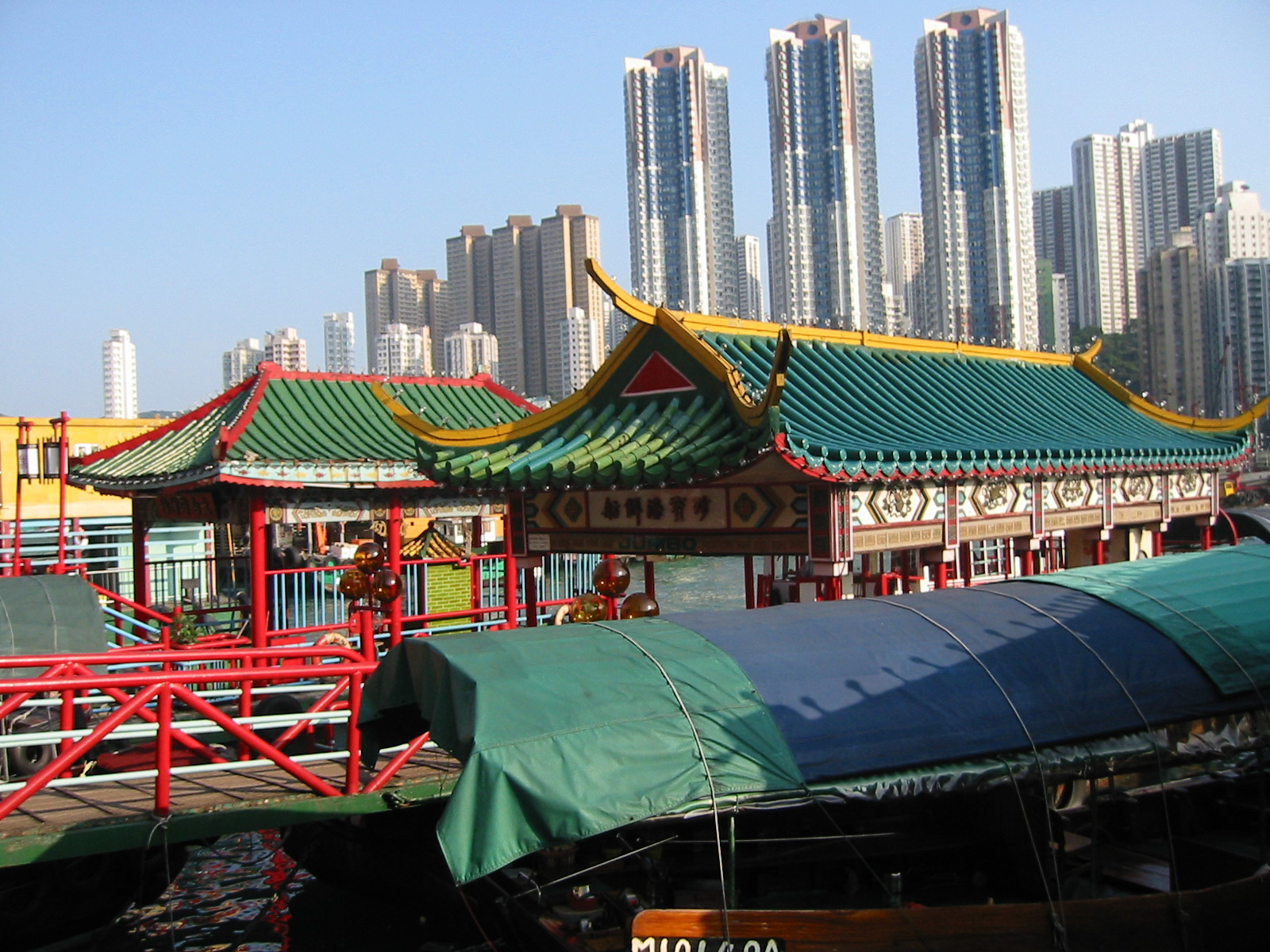
珍寶海鮮舫碼頭

- 香港仔避風塘
- 太白海鮮舫（將於2026年復業）
- 香港仔郊野公園
- 香港仔海濱公園

## 資料來源
1. ↑  . www.census2021.gov.hk.   [2023-02-11]. （原始内容存档于2019-08-18）. （页面存档备份，存于）
2. ↑  饒, 玖才. . 香港: 天地圖書. 2011. ISBN 9789882193512.
3. ↑  香港旅遊發展局. . 香港旅遊發展局.   [2018-10-22]. （原始内容存档于2018-10-22）. （页面存档备份，存于）
4. ↑  . 政府統計處. 2012-06-29. （原始内容存档于2014-04-18）. （页面存档备份，存于）（繁體中文）
5. ↑  爾東. 周海燕 , 编. . 香港: 明報出版社有限公司. 2007年4月. ISBN 978-962-973-634-7.
6. ↑  . 蘋果日報. 2013-01-27  [2018-02-16]. （原始内容存档于2017-08-01）. （页面存档备份，存于）
7. ↑  群帶路石碑 （页面存档备份，存于），南區民政事務處
8. ↑  亞洲電視：《香港風華》，青桐社，ISBN 962-451954-4
9. ↑  Pumpkinjojo Leung, , 2012-01-17  [2024-06-27], （原始内容存档于2024-09-12）

## 外部連結
- 航拍香港仔紀錄1

 维基共享资源上的相關多媒體資源：香港仔